# Ipogeo di Calaforno
L'ipogeo di Calaforno è un ipogeo sepolcrale sito all'interno dell'omonimo parco forestale della Sicilia e rappresenta un unicum per la sua peculiare conformazione. Questa complessa struttura sepolcrale risalente all'età del rame è contestuale a siti archeologici nelle vicinanze, come un più antico villaggio (e una fossa ovale) a Calaforno Sud, oltre ad altri due ipogei simili. Un quarto ipogeo, in contrada Matricedda, è stato scavato su due livelli, e dunque presenta delle similitudini con l'ipogeo maltese di Hal-Saflieni.

## Scavi archeologici
Il ritrovamento avviene nella prima metà degli anni settanta tramite l'ingresso secondario, e viene disegnata una prima pianta.             I preziosi frammenti ceramici e gli strumenti litici hanno permesso di datare il sito alla facies di Chiusazza-Malpasso, tra il 3000 e il 2500 a.C. L'ipogeo fu poi riutilizzato nell'età del bronzo antico e medio (facies di Castelluccio e di Thapsos) come dimostrano ciotole, vasi, e tazze carenate. E persino alla facies di Pantalica II (XI-IX secolo a.C): di quest'ultimo periodo sono alcune tombe riscontrate a Calaforno nord.
Il sito tornò a essere frequentato fino al V secolo, come dimostra una moneta siracusana d'argento e probabilmente adibito a santuario in età ellenistica (come dimostrerebbe una statuetta del dio fenicio Bes-Ptah).
L'ultimo utilizzo risale al periodo altomedievale (per il ritrovamento di una coppa carenata risalente al IX secolo d.C. e una piccola necropoli bizantina in contrada Liali, tra l'Irminio e il torrente San Giorgio).
Nel 2013 riprendono gli scavi, e viene portato alla luce l'ingresso principale, costituito da un dromos, il vero e proprio vestibolo dell'ipogeo e un complesso megalitico.

## Descrizione dell'ipogeo

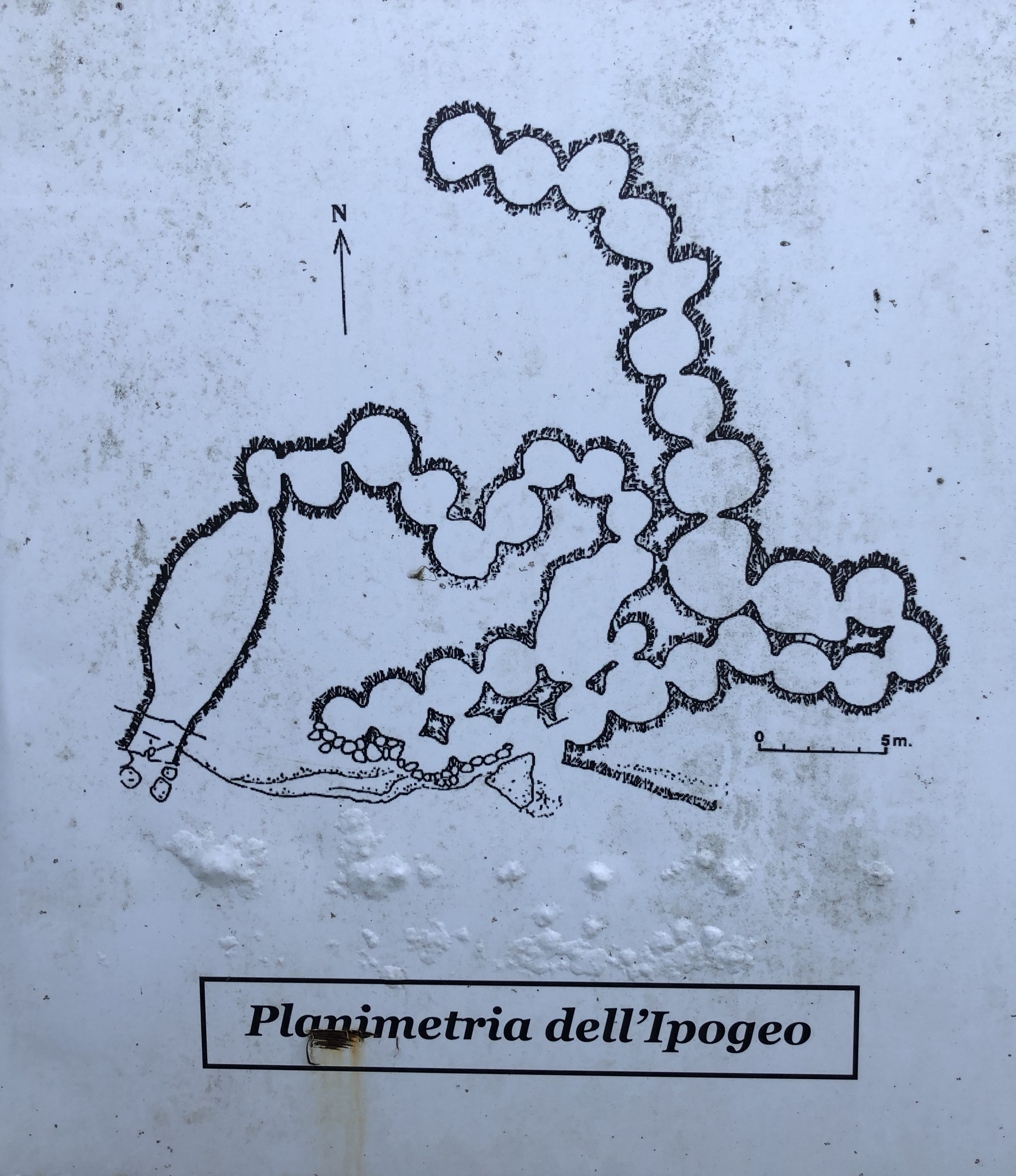
Planimetria dell'ipogeo

L'ipogeo si trova tra i torrenti San Giorgio e Manna, compone di trentacinque camere a grotta artificiale comunicanti tra di loro, attraverso un percorso che si sviluppa per 100 metri circa., Il diametro di ciascuna camera non supera i tre metri. Dispone di due ingressi, uno più antico, e uno secondario.